# Boloponera
Boloponera é um gênero de insetos, pertencente a família Formicidae. É um gênero que contém apenas a espécie Boloponera vicans, conhecida por um achado em uma floresta na República Centro-Africana